# Delmar (Iowa)
Delmar és una població dels Estats Units a l'estat d'Iowa. Segons el cens del 2000 tenia 514 habitants.

## Demografia
Segons el cens del 2000, Delmar tenia 514 habitants, 195 habitatges, i 141 famílies. La densitat de població era de 261,1 habitants per km².
Dels 195 habitatges en un 37,9% hi vivien nens de menys de 18 anys, en un 60,5% hi vivien parelles casades, en un 7,7% dones solteres, i en un 27,2% no eren unitats familiars. En el 25,6% dels habitatges hi vivien persones soles el 15,4% de les quals corresponia a persones de 65 anys o més que vivien soles. El nombre mitjà de persones vivint en cada habitatge era de 2,64 i el nombre mitjà de persones que vivien en cada família era de 3,15.
Per edats la població es repartia de la següent manera: un 30,9% tenia menys de 18 anys, un 6% entre 18 i 24, un 27,6% entre 25 i 44, un 20% de 45 a 60 i un 15,4% 65 anys o més.
L'edat mediana era de 36 anys. Per cada 100 dones de 18 o més anys hi havia 87,8 homes.
La renda mediana per habitatge era de 29.375 $ i la renda mediana per família de 37.750 $. Els homes tenien una renda mediana de 28.125 $ mentre que les dones 18.125 $. La renda per capita de la població era de 14.469 $. Entorn del 7,5% de les famílies i el 6,7% de la població estaven per davall del llindar de pobresa.

## Poblacions més properes
El següent diagrama mostra les poblacions més properes.